# Khaled Holmes
Khaled Holmes (Santa Ana, 19 gennaio 1990) è un giocatore di football americano statunitense che gioca nel ruolo di centro per gli Indianapolis Colts della National Football League (NFL). Fu scelto nel corso del quarto giro (121º assoluto) del Draft NFL 2013 dai Colts. Al college ha giocato a football alla University of Southern California.

## Carriera professionistica

### Indianapolis Colts
Holmes fu scelto nel corso del quarto giro del Draft 2013 dagli Indianapolis Colts. Disputò la prima partita come professionista contro gli Houston Texans nella settimana 15 dopo di che scese in campo anche nelle ultime due gare della stagione.

## Vittorie e premi
Nessuno

## Statistiche
| Partite totali      | 3 |
| Partite da titolare | 0 |

Statistiche aggiornate alla stagione 2013